# Монтанска област
Монтанска област (буг. Област Монтана) се налази у северозападном делу Бугарске. Ова област заузима површину од 3.635,5 km² и има 179.741 становника. Административни центар Монтанске области је град Монтана.

## Списак насељених места у Монтанској области
Градови су подебљани

### Општина Берковица
Баљувица,
Берковица,
Бистрилица,
Бокиловци,
Боровци,
Брзија,
Гаганица,
Замфирово,
Комарево,
Костенци,
Котеновци,
Лесковец,
Мездреја,
Песочница,
Прличево,
Рашовица,
Слатина,
Цветкова Бара,
Черешовица,
Јагодово

### Општина Бојчиновци
Бели Брег,
Бели Брод,
Бојчиновци,
Владимирово,
Громшин,
Ерден,
Кобиљак,
Лехчево,
Мадан,
Мрчево,
Охрид,
Палилула,
Портитовци

### Општина Брусарци
Брусарци,
Буковец,
Василовци,
Дондуково,
Дабова Махала,
Киселево,
Књажева Махала,
Крива Бара,
Одоровци,
Смирненски

### Општина Валчедрм
Ботево,
Базовец,
Валчедрм,
Септемвријци,
Горњи Цибар,
Доњи Цибар,
Златија,
Игнатово,
Мокреш,
Разград,
Черни Врх

### Општина Вршец
Вршец,
Горња Бела речка,
Горњо Озирово,
Доња Бела речка,
Доњо Озирово,
Драганица,
Спанчевци,
Стојаново,
Черкаски

### Општина Георги Дамјаново
Видлица,
Гаврил Геново,
Георги Дамјаново,
Главановци,
Говежда,
Дива Слатина,
Далги Дел,
Еловица
Камена Рикса,
Копиловци,
Мељане,
Помеждин,
Чемиш

### Општина Јакимово
Доњо Церовене,
Далгоделци,
Комоштица,
Јакимово

### Општина Лом
Добри Дол,
Доњо Линево,
Замфир,
Ковачица,
Лом,
Орсоја,
Сливата,
Сталијска Махала,
Станево,
Трајково

### Општина Медковец
Аспарухово,
Медковец,
Пишурка,
Расово,
Сливовик

### Општина Монтана
Безденица,
Белотинци,
Доњо Белотинци,
Благово,
Виниште,
Вирове,
Војници,
Габровница,
Горња Вереница,
Горњо Церовене,
Доктор Јосифово,
Доња Вереница,
Доња Рикса,
Клисурица,
Крапчене,
Липен,
Монтана,
Николово,
Славотин,
Смољановци,
Стубел,
Студено Буче,
Сумер,
Трифоново

### Општина Ћипровци
Белимел,
Горња Ковачица,
Горња Лука,
Ћипровци,
Железна,
Мартиново,
Митровци,
Превала,
Равна,
Чељустница,